# Tansocepheus serratus
Tansocepheus serratus är en kvalsterart som beskrevs av Sandór Mahunka 1983. Tansocepheus serratus ingår i släktet Tansocepheus och familjen Carabodidae. Inga underarter finns listade i Catalogue of Life.